# (2621) Goto
(2621) Goto – planetoida z pasa głównego asteroid okrążająca Słońce w ciągu 5 lat i 153 dni w średniej odległości 3,08 j.a. Została odkryta 9 lutego 1981 roku w obserwatorium w Geisei przez Tsutomu Seki. Nazwa planetoidy pochodzi od Seizo Goto, japońskiego biznesmena. Przed nadaniem nazwy planetoida nosiła oznaczenie tymczasowe (2621) 1981 CA.